# فرودگاه امتوارا
فرودگاه امتوارا (به انگلیسی: Mtwara Airport) یک فرودگاه همگانی با کد یاتا MYW است که یک باند فرود آسفالت دارد و طول باند آن ۲۲۳۷ متر است. این فرودگاه در شهر امتوارا کشور تانزانیا قرار دارد و در ارتفاع ۱۱۷ متری از سطح دریا واقع شده‌است.

## شرکت‌های هواپیمایی و مقصدهای پروازی
| شرکت‌های هواپیمایی | مقصدهای پروازی |
| ----------------- | -------------- |
| Auric Air         | موانزا         |

پرسیشن ایر | ژولیوس نیرر